# 自然吸気

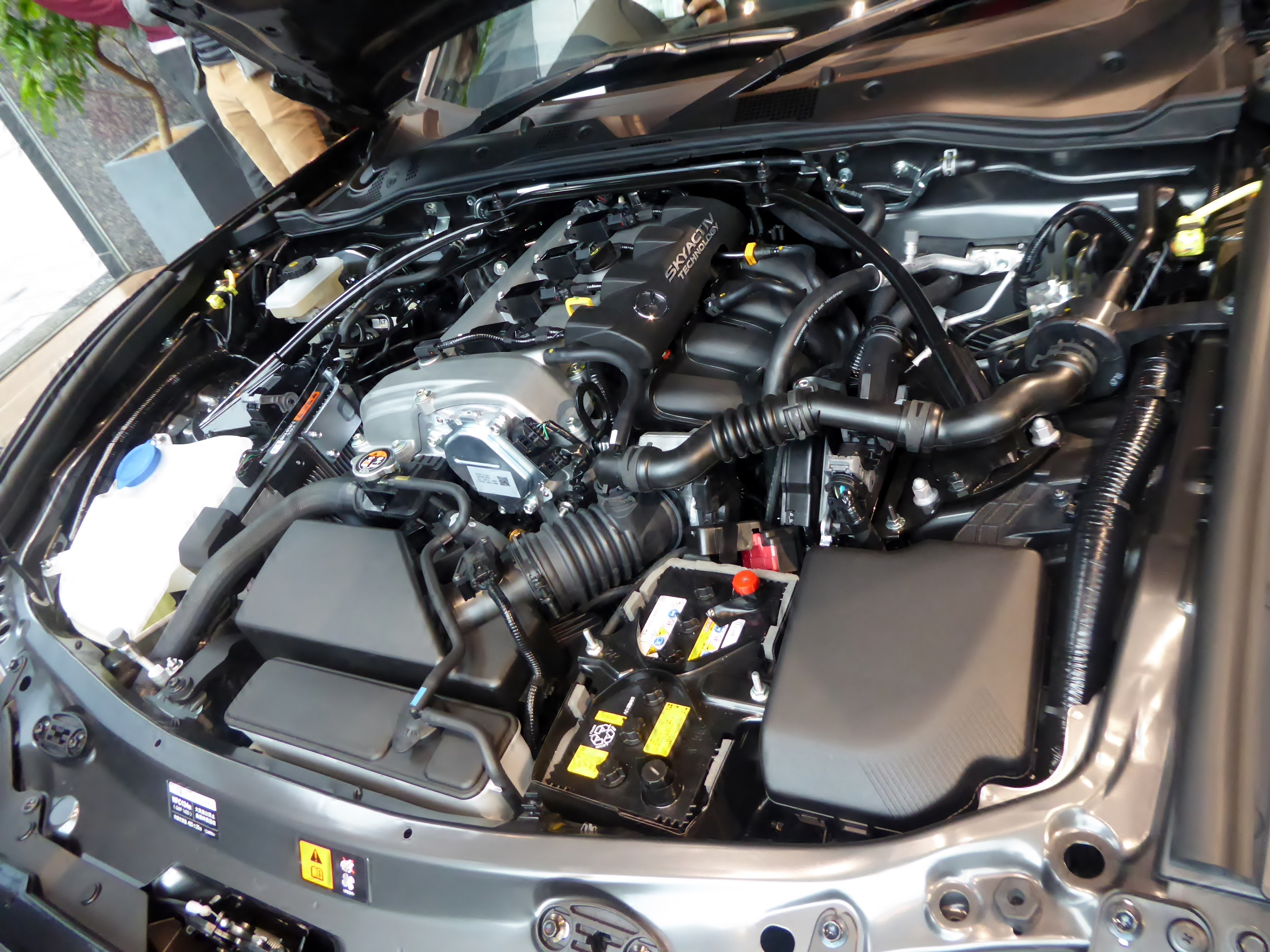
マツダ・SKYACTIV-G 2.0

自然吸気（しぜんきゅうき）とは、ターボチャージャーやスーパーチャージャーなどの過給機を使わず、シリンダー内で発生する負圧で吸気する、エンジンの区別方法のひとつ。
NA（エヌエー：Naturally aspirated engine〈ナチュラリー アスピレーテッド エンジン〉）、無過給、ノンターボなどと呼ばれることもある。特に自動車においてこのように過給機を持たないエンジンのことを自然吸気エンジンと呼ぶ。本項ではこの自動車エンジンにおける自然吸気について述べる。

## 概要

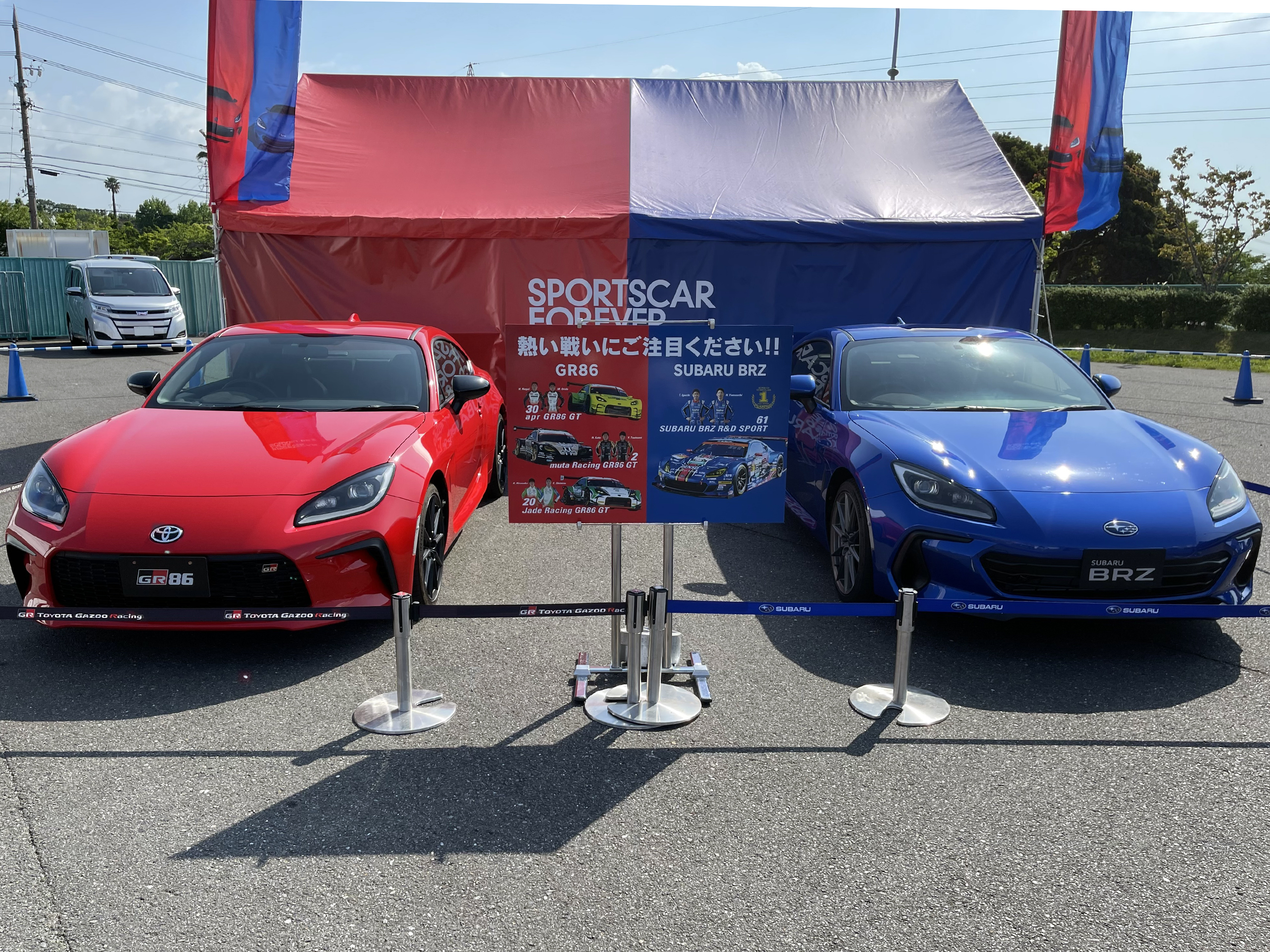
トヨタ・GR86/スバル・BRZ（2021年）はダウンサイジングターボエンジン全盛の中、モアパワーの市場ニーズに対しても排気量を拡大するのみで、あくまで自然吸気を堅持した。

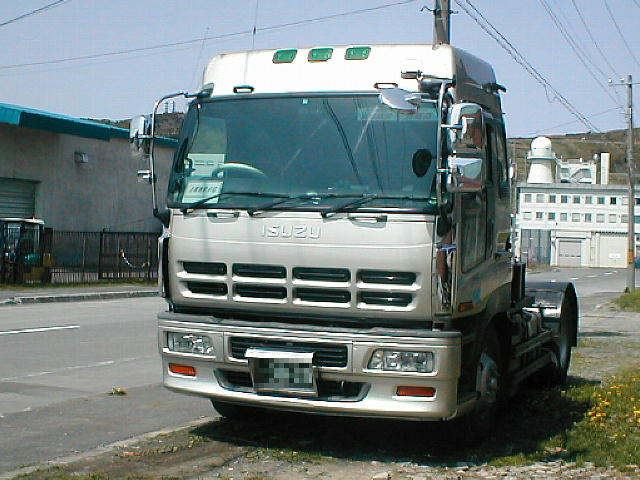
V型10気筒30リッター自然吸気エンジンを搭載したいすゞ・ギガ（初代セミトラクタ仕様）。

本来、自動車に限らずエンジンはすべて自然吸気であったので、過給機が自動車に普及し始めてから生まれた「自然吸気」という呼び名は、過給機付きエンジンの対立項としてのレトロニムである。
自動車においては、従来は低コストかつ省燃費故に大出力を求めない小中型クラスでは自然吸気が基本であったが、乗用車を中心に近年ではダウンサイジングターボの流行で、同じ価格帯の競合車同士でも、それぞれのメーカーや開発責任者の考え方次第で全く異なる状態にある。
強いて傾向を挙げるなら
- 廉価重視のエントリーグレード
- ライトサイジングの思想を持つメーカーの小中型車（マツダ、トヨタなど）
- ハイブリッドシステムを搭載する乗用車（特にストロングハイブリッドに分類される車種）
- 軽さや官能性能（レスポンス、リニアリティー、音など）を重視して設計された、一部のスポーツカー/スーパーカー
- ワンメイクレースなどで、開発・参戦コストを抑えるために設計されるレーシングカー

などで自然吸気エンジンの採用が多い。
また、オートバイはごく一部のハイエンドモデルを除き、自然吸気が基本となっている。
一方で、ディーゼルエンジンは過給機との相性が抜群に優れている上に、昨今の厳しい排出ガスや燃費、騒音など、様々な法規制をクリアする上でも過給によるメリットが大きいため、旧車や一部の船舶用などの例外を除き、自然吸気は絶滅している。つまり、現行の中型以上の貨物商用トラック/バスに自然吸気エンジンは存在しない。
本記事では但し書きがない限り、乗用車用を中心としたガソリンエンジンについての記述とする。

## 特性

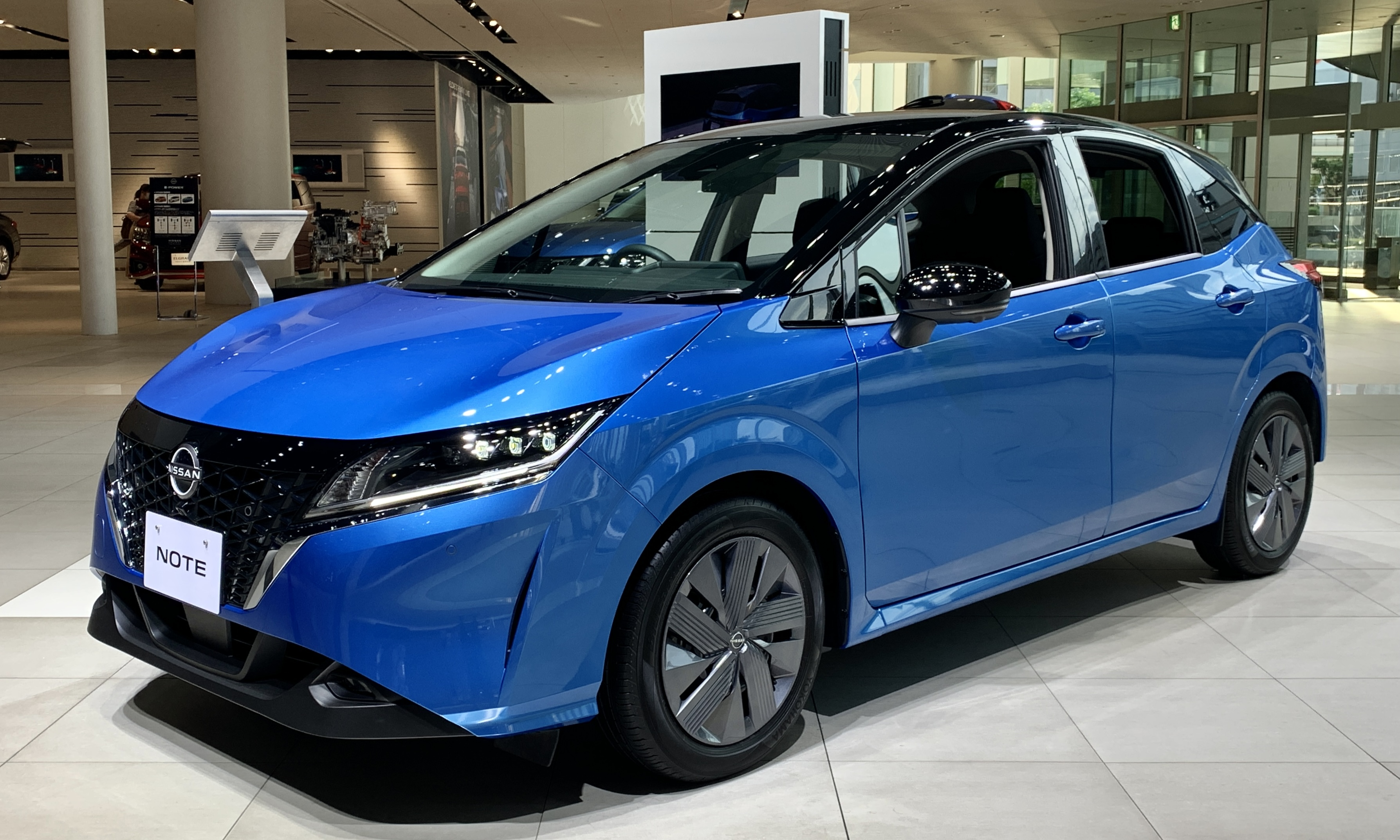
日産・ノート e-Power。電気モーターの出力アシストがある、もしくはエンジンは発電専用で電気モーターのみで駆動する場合、エンジンは自然吸気で十分な場合が多い。

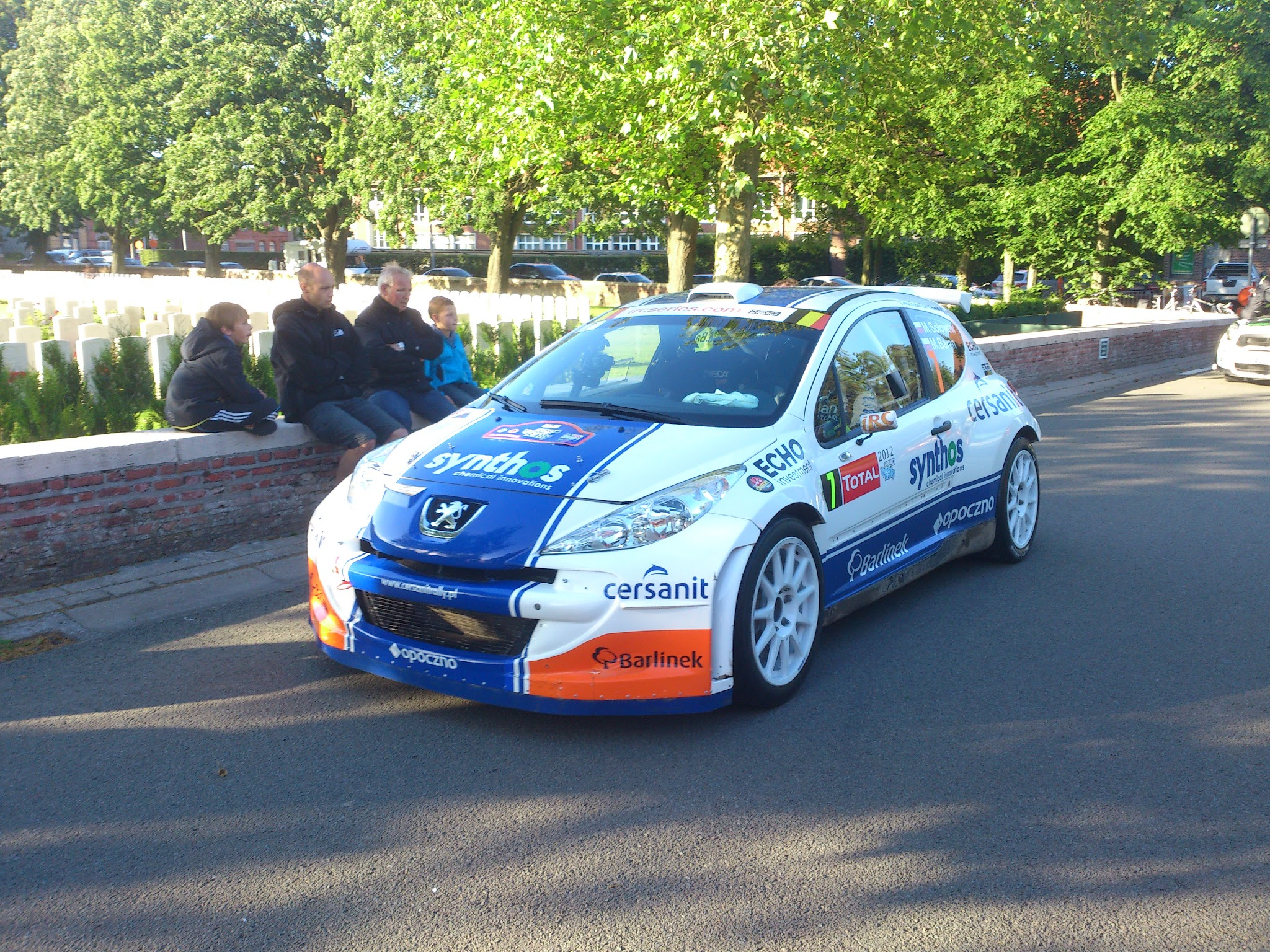
2000年代までのプライベーター向けのラリーカーやツーリングカーは、低コストな2.0 L以下の自然吸気エンジンが主流であった

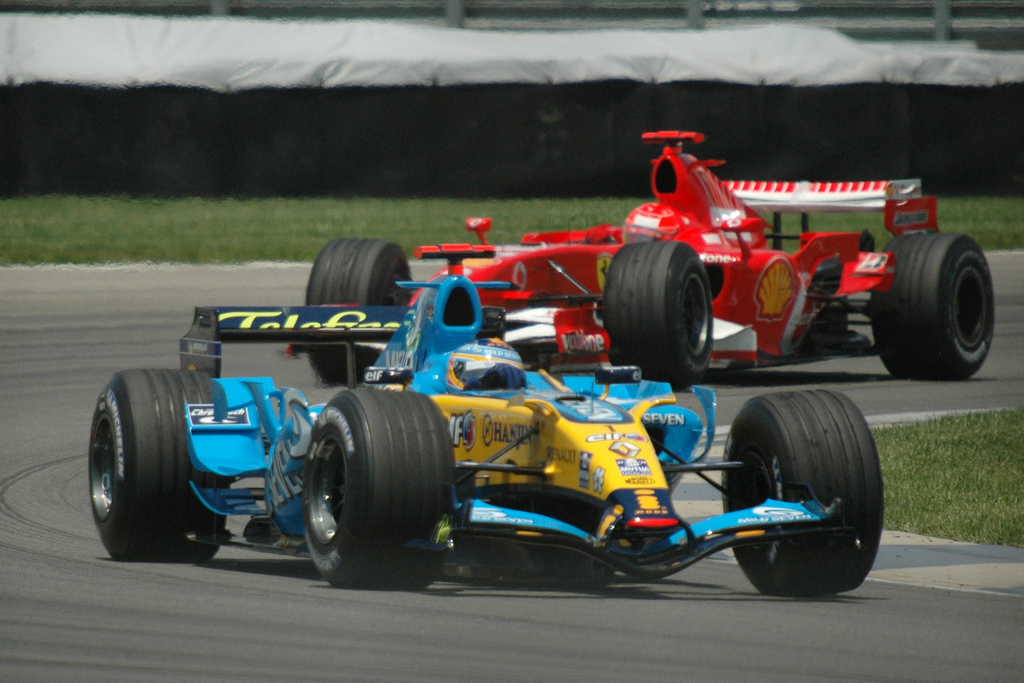
フォーミュラカー、特にF1エンジンといえば1990 - 2000年代の自然吸気サウンドであるという考えは未だに根強く、排気系の工夫でこの時代のサウンドを再現しようという試みもされている。

一般に言われる自然吸気エンジンの特性は、上においてそもそもの語の成り立ちが過給エンジンの対義語であったことに反映されているのと同様に、過給機のもたらす長所と短所を持たないことにある。
ただし、自然吸気エンジンと過給機付きエンジンを比較する場合、排気量を揃えるか、出力を揃えるかで長所と短所が変わってくる。本記事では前者の、排気量が同じという前提で過給機の有無を比較した場合について述べる。後者についてはダウンサイジングコンセプトを参照。
構造が簡易である（コスト、整備性、重量、設計の自由度などで有利）
一般に同排気量の自然吸気エンジンは過給機付エンジンに比べ構造が単純かつ軽量である。これは過給機付きエンジンが、過給機を持つだけでなく、過給機を冷却・潤滑するためのオイルライン/ウォーターラインを持ち、さらに排気系統と吸気系統を引き合わせるような構造を必要とすることによる。また、過給エンジンには自然吸気エンジン以上に膨大な燃焼圧力が発生するので、ピストンの耐熱性やシリンダーブロックの強度が必要で、その結果、エンジン重量が増加するが、自然吸気エンジンにはそうした必要は薄い。さらにその分低コストで製造でき、エンジンルーム内部のレイアウトが楽になるメリットもある。
高圧縮比で総合的な燃費が良くなる
自然吸気エンジンは一部のシーンを除き、総合的には過給機付きより燃費が良い。これはエンジン・補機類の軽さも一因だが、最大の理由は過給を行わないためである。過給機付きエンジンは高温・高圧によるノッキングを避けるために、低圧縮比であることを強いられ、相対的に高圧縮比にできる自然吸気のほうが熱効率は高くなる。
熱害が少ない
自然吸気エンジンは発熱量が過給エンジンより少ない。過給エンジンは、同体積の燃焼室内で、燃料を圧縮空気で大量に燃やすことができるので、発熱量が多くなり、熱効率を低下させる。熱効率は基本的には低温と高温の温度差が広いほど良く（大きく）なるからである。
高回転型にしやすい
自然吸気エンジンは過給エンジンに比べると高回転型である。過給エンジンでは、吸気を強制的に行うことができるが、過給機は同時に、排気のエネルギーを吸入空気の圧縮に利用する際、排気の流速（エネルギー）を奪ってしまう。このことは、燃焼済みガスの排出がうまく行われない、すなわち排気効率が下がった状態を生み出す。排気効率が下がれば、排気工程でピストンが上昇する際に排気から受ける抵抗（背圧）が上昇する。すなわち、エンジンの出力の一部がガスの排出のために消耗される。高回転時のピストンスピードの高い領域ではこの効果がより顕著となるため、過給機付きエンジンは高回転領域でトルクが下がる傾向にある。自然吸気ではこの性質がないので、高回転までもたつきなくトルクを発揮する。高回転型NAエンジンの代表として著名なものにホンダ・B16A、F20Cや日産・VQ37VHR等がある。また、熱エネルギーを再利用しない分、エネルギーは音として外に放出されるため、特にレーシングカーでは自然吸気エンジン特有の高回転での甲高いエキゾーストノートが発生するが、これが観戦者に好まれることも多い。ただし極端な高回転型であることは、摩擦損失を増やして燃費の悪化を招く点には注意が必要である。
比較的平坦で自然な出力特性を実現できる
自然吸気エンジンは、低回転域と高回転域の間でトルクが落ち込む「トルクの谷」ができることが多いが、スロットル操作に対する出力特性（馬力の高まり）は全般的にリニアで、使える回転域が狭い（ピーキーな）エンジンであったとしても分かりやすい。一方、過給エンジンでは、過給圧が高まらない低回転域ではレスポンスに優れず、排気のエネルギーが高まると急激に膨大なトルクを発生する。従って、上記の高回転でのトルク低下と合わせ、トルクの分布は急峻な山をなすこと（ピーキー）となる。これはしばしば「ドッカンターボ」と俗称され、スロットル操作の難しさを表す用語となっている。
ドライバビリティ（運転性）に優れる
自然吸気エンジンはスロットル（アクセル）操作に対する出力応答に優れる。これは吸気経路に過給機が介在しないためである。過給機が介在すると、アクセルを踏み込んだときにその過給器の内部が回転するために一瞬の時間を要してしまう。過給機が慣性モーメントを持つということと同様である。この応答に優れる特性がもたらす長所は、運転のしやすさ・操縦性という意味で決して小さいものではない。前述のリニアな出力特性と併せ、絶対的な出力で過給エンジンに一歩譲ることの多い自然吸気エンジンが、趣味性の高い車種において今なお根強い支持を得ている一因といえる。
出力・トルクで劣る
同じ排気量に対する出力の大きさは、コストを費やしてでも過給機を装備する最大の理由となる。自然吸気エンジンで過給機付きエンジン並みの出力を発生させるためには、気筒数と排気量を増やしてエンジンを巨大化し、同時に常用回転域の上限をより高くする必要がある。この逆の発想が、本記事で何度も触れているダウンサイジングコンセプトである。
出力の調整方法が限定的である（主に競技で）
大気圧と負圧の差を利用して吸気を行う自然吸気は、高地では充填効率が下がり、出力が大きく低下する。過給機付きエンジンも出力が低下するのは同じだが、チューニングを行える場合は過給圧を調整することで大幅な出力低下を防ぐことが可能である。また、過給圧の変更が認められている競技の場合、予選用の一発勝負用に過給圧を上げて、決勝では下げるといったことも自然吸気エンジンでは行えない。

## 改造

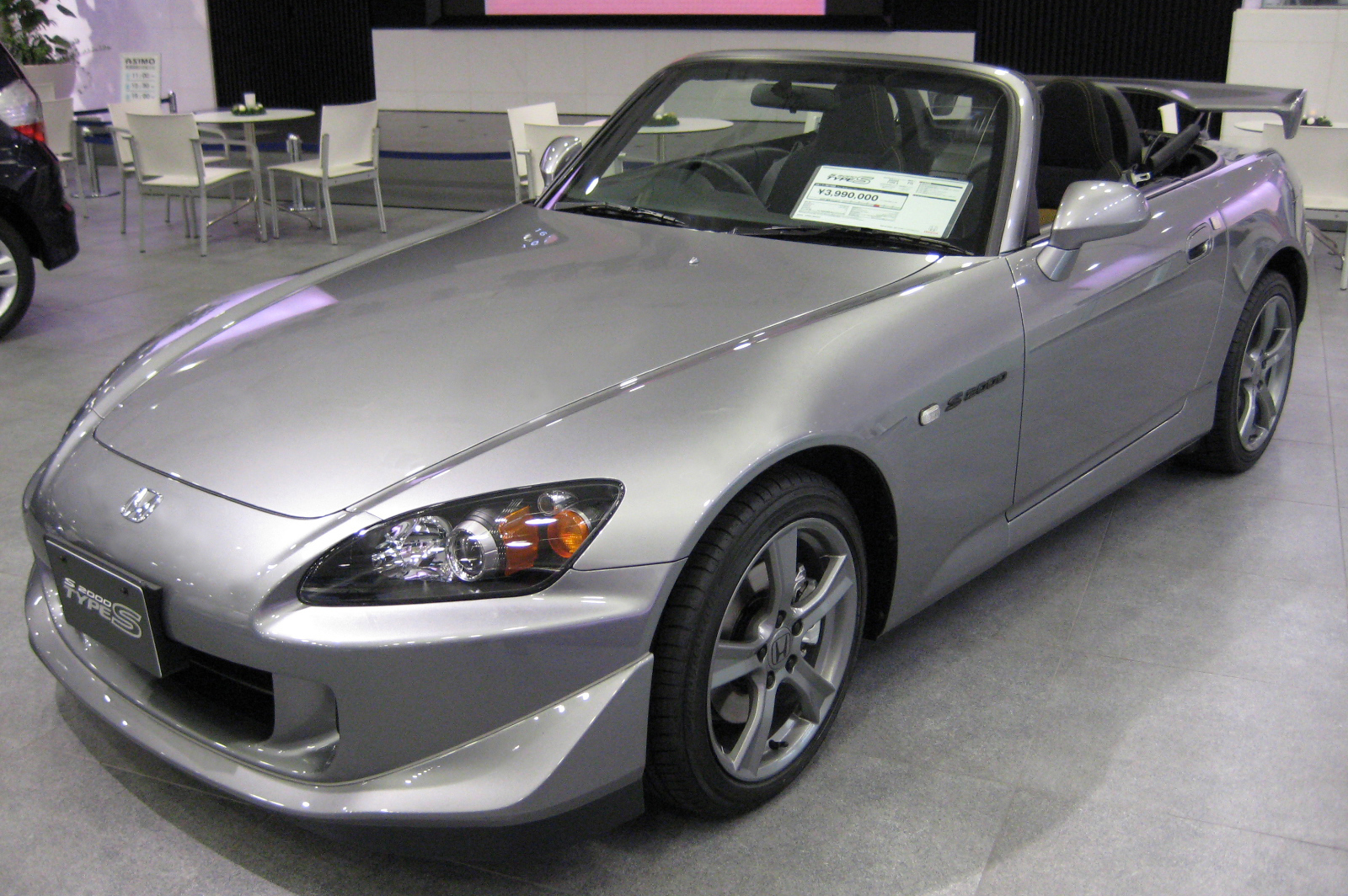
ホンダ・S2000は、VTECとの組み合わせにより21世紀の市販乗用車としては超高回転の9,000回転を実現した

自然吸気エンジンは、スロットル操作に対する反応が俊敏かつリニア（踏んだ量に比例して増える）である反面、同排気量の過給エンジンよりも非力である。したがって、より出力を上昇させるためにさまざまな工夫が考えられた。
出力上昇のための方法には、過給機追加とメカチューンとがある。過給機追加では過給エンジンの特性を持つようになる。単に出力を重視する場合はこれを選ぶ。同一モデルの車に過給機付きエンジンがある場合は、そのエンジンに載せ換えたり、アフターパーツとして過給機を追加することがある。
1980年代に可変バルブ機構が登場したことで、回転域ごとにバルブの動きを最適化できるようになり、低回転域を犠牲にせずに高回転域まで回せるようになった。しかしストリートチューンの世界においては、逆にこれを取り払うこともある。
メカチューンは高額であり、1馬力1万円（1馬力を上昇させるために1万円の費用が掛かる）と言われることがある。手段も限定的であるが、自然吸気の美点を保持、あるいは増強することができる。